# Det är för oss detta liv underbara
Det är för oss detta liv underbara är en sång med text från 1890 av Arthur S. Booth-Clibborn, sången översattes före 1900 till svenska av Karl Fredrik Andersson. Musiken är av okänt ursprung. 

## Publicerad i
- Musik till Frälsningsarméns sångbok 1907 som nr 300.
- Frälsningsarméns sångbok 1929 som nr 144 under rubriken "Helgelse - Bön om helgelse och Andens kraft".
- Frälsningsarméns sångbok 1968 som nr 130 under rubriken "Helgelse".
- Frälsningsarméns sångbok 1990 som nr 389 under rubriken "Helgelse".